# Ijuí
Ijuí là một đô thị thuộc bang Rio Grande do Sul, Brasil. Đô thị này có diện tích 689,124 km², dân số năm 2007 là 76761 người, mật độ 111,39 người/km².